# Открытый хроматин
Откры́тый хромати́н (англ. open chromatin) — небольшие участки хроматина, свободные от нуклеосом. Посадке нуклеосом, как правило, препятствуют связанные с хроматином белковые факторы, узнающие определённые последовательности ДНК. К числу таких белков относятся транскрипционные факторы, ДНК- или РНК-полимеразы. Открытый хроматин часто совпадает с цис-регуляторными последовательностями, а именно: промоторами, энхансерами, инсуляторами, сайленсерами, участками начала репликации ДНК. Размер открытых участков хроматина обычно составляет несколько сотен пар нуклеотидов, в среднем около 300 п.н.
Открытый хроматин наиболее часто определяют с помощью метода ДНКазной чувствительности. Свободные от нуклеосом участки хроматина предпочтительно атакуются ДНКазой I при обработке ей пермеабилизованных клеток или изолированных ядер. В связи с этим открытый хроматин часто называют гиперчувствительными к ДНКазе I участками, или гиперчувствительными сайтами (англ. hypersensitive sites). Вероятность расщепления ДНК нуклеазой в гиперчувствительных сайтах может превосходить среднестатистическую в сотни и даже тысячи раз. Гиперчувствительность к ДНКазе I открытого хроматина следует отличать от повышенной общей ДНКазной чувствительности активно транскрибирующихся генов.
В зависимости от типа белковых факторов, связывание которых с ДНК препятствует посадке нуклеосом, гиперчувствительные к ДНКазе I участки хроматина могут быть тканеспецифичными или конститутивными, то есть присутствующими в клетках, дифференцированных по разным путям.

## Картирование областей открытого хроматина
Для картирования областей открытого хроматина используют методы ДНКазной чувствительности (англ. DNase I hypersensitive) и изоляции регуляторных элементов с помощью формальдегида англ. formaldehyde-assisted isolation of regulatory elements (FAIRE). Метод ДНКазной чувствительности не позволяет определить, каким именно регуляторным участком является данная область открытого хроматина.
Ранее анализ результатов метода ДНКазной чувствительности проводился с помощью саузерн-блот гибридизации (англ. Southern blot). Это не позволяло проводить анализ большого количества сайтов, а также находить новые сайты гиперчувствительности. Анализ ДНКазной чувствительности можно проводить также с помощью ПЦР в реальном времени (количественной ПЦР). Это значительно проще, чем саузерн-блот гибридизация, но этот метод также имеет ограничение по количеству сайтов для анализа и не может быть использован для полногеномного исследования распределения сайтов чувствительности к ДНКазе I.
Развитие методов высокоэффективного секвенирования (англ. High-throughput sequencing) и ДНК-микрочипов (англ. DNA-microarray) позволяет картировать области открытого хроматина на всем протяжении генома. Кроме того, сочетание метода ДНКазной чувствительности с методом иммунопреципитации хроматина (англ. Chromatin immunoprecipitation (ChIP)) с последующим высокоэффективным секвенированием позволяет получать больше информации о связывании конкретных транскрипционных факторов с активными участками хроматина.
Другой способ картирования областей открытого хроматина — проведение иммунопреципитации хроматина (англ. ChIP) на антитела к гистонам. При этом области открытого хроматина должны быть мало представлены, так как с ними не связаны нуклеосомы. Метод ДНКазной чувствительности и иммунопреципитация гистонов дают сходные результаты.

## Значение открытого хроматина
В геномах эукариот некодирующие последовательности, участвующие в регуляции экспрессии генов на разных стадиях развития организма или в разных тканях, приобретают особое значение. Открытие и характеристика регуляторных участков становится необходимой для понимания закономерностей в экспрессии генов. Так в геноме человека более 95 % ДНК является некодирующей. В этот класс последовательностей, кроме мусорной ДНК, входят важные регуляторные последовательности: промоторы, энхансеры, сайленсеры, инсуляторы или локусы контроля (англ. locus control regions (LCR)). ENCODE консорциум показал, что сайты гиперчувствительности к ДНКазе I, идентифицированные в 1 % генома человека, являются маркерами модификаций гистонов, участков ранней репликации, сайтов начала транскрипции и сайтами связывания транскрипционных факторов. Также открытый хроматин часто связан с активно транскрибируемыми некодирующими РНК.

### Распределение открытого хроматина
Кроме некодирующих регуляторных последовательностей, открытый хроматин также ассоциирован с экзонами и интронами активно транскрибируемых генов. Особенно часто такие участки открытого хроматина совпадают первым экзоном и интроном гена. Однако наличие открытого хроматина не является достаточным условием активности гена. Нетранскрибируемые гены, связанные с открытым хроматином, находятся в состоянии «готовности» к транскрипции (англ. poised state). Таким образом, формирование открытого хроматина или перевод в неактивное состояние является важным для регуляции экспрессии генов.
Свободными от нуклеосом могут быть не только участки связывания транскрипционных факторов и других регуляторных белков. Некоторые последовательности ДНК не способны наматываться на нуклеосомные глобулы. Это последовательности, обладающие пониженной гибкостью, и последовательности, склонные с созданию неканонических структур, например, шпилек.
Из рисунка[прояснить], представляющего скриншот геномного браузера UCSC, видна колокализация сайта ДНКазной гиперчувствительности (англ. DNaseI Hypersensitivity Clusters) с промоторами двух генов. Области открытого хроматина окружены гистонами H3, ацетилироваными по 27-му остатку лизина (H3K27Ac), что является меткой активных регуляторных областей хроматина, таких как промоторы и энхансеры. Кроме того, в районе сайта ДНКазной гиперчувствительности находится сайт связывания многих транскрипционных факторов, среди которых можно обнаружить консервативный фактор инициации транскрипции TBP (является основной частью TFIID). Также можно заметить частое связывание в этом районе РНК-полимеразы II, осуществляющей транскрипцию белок-кодирующих генов у человека. Для данного сайта ДНКазной гиперчувствительности характерна повышенная консервативность среди млекопитающих (англ. Mammal Cons), что означает сохранение этой последовательности в ходе эволюции, и, как следствие, её функциональное значение.

### Ремоделирование хроматина
Образование областей, свободных от нуклеосом, происходит под действием специальных факторов, осуществляющих сборку, разборку и перемещение нуклеосом. Процесс изменения положения нуклеосом называется ремоделированием хроматина. В нём участвуют комплексы ремоделирования хроматина — консервативные белковые комплексы, работающие с затратой энергии АТФ. Ремоделирование хроматина осуществляется после внесения определенных эпигенетических меток — модификации гистонов или метилирования ДНК. Если метки соответствуют активному хроматину (например, ацетилированый 9-й лизин гистона H3, ди- и триметилированный 4-й лизин гистона H3 и многие другие), то образуются участки открытого хроматина. Часто профиль модификаций гистонов имеет определенное распределение вокруг сайта гиперчувствительности к ДНКазе I.

## Открытый хроматин в различных тканях и клетках
Высокоэффективные методы позволяют сравнивать распределение областей открытого хроматина в различных тканях или культурах клеток из одного организма. Подобное сравнение выявляет существенное различие в распределении таких участков в геноме. Это говорит о различной активности таких участков в разных тканях. Так промотор и энхансер гена могут находиться в области открытого хроматина в одной ткани и быть закрыты нуклеосомами в другой. Это говорит о различной экспрессии генов в разных тканях и наиболее характерно для тканеспецифичных (англ. tissue-specific) генов. Наоборот, гены, находящиеся в области открытого хроматина во всех тканях и клеточных линиях, обычно, относятся к генам домашнего хозяйства (англ. housekeeping genes). Также может происходить изменение профиля ДНКазной чувствительности в процессе развития и дифференцировки клеток. Для выявления активности тканеспецифичных генов используют определение генной онтологии (англ. Gene Ontology (GO)) после проведения DNase-seq.